# 蟻鴷
蚁鴷（学名：Jynx torquilla）又名蟻鴷，为啄木鸟科蟻鴷屬的鸟类。该物种的模式产地在瑞典。 牠們主要繁殖於歐洲和亞洲的溫帶地區。大多數的群體是遷徙性的，冬季會飛往熱帶非洲以及從伊朗到印度次大陸的南亞地區，但部分群體則居住在非洲西北部。牠們喜歡開闊的鄉野、林地和果園。
地啄木體長約16.5 cm（6.5英寸），牠們的喙比其他啄木鳥更短，更少呈現匕首般的鋒利。上半身呈現淺褐色的斑紋與紅棕色及黑褐色條紋，並且有更寬的黑色縱紋。下半身則是奶油色，點綴著棕色斑點。牠們的主要獵物是螞蟻及其他昆蟲，這些食物大多來自腐木或地面。牠們的蛋是白色的，這和許多在洞中築巢的鳥類一樣，牠們會在五月和六月間產下七到十顆蛋。
這些鳥的英文名稱Eurasian wryneck，來自牠們能將頭部旋轉近乎180度的能力。在受到巢穴威脅時，牠們會做出這種蛇一般的扭頭動作，並發出嘶嘶聲以作威嚇。這種奇異的行為曾經被應用於巫術，因此英文中的"jinx"即用來形容詛咒某人的行為。

## 分類學與詞源
地啄木首次由卡爾·林奈於1758年的《自然系統》自然系統第十版中描述。其模式種來自瑞典。
屬名Jynx來自這隻鳥的古希臘語名稱iunx。種小名torquilla源自中世紀拉丁語的torquere，意思是"扭轉"，指的是這種奇特的蛇頭扭動。 這隻鳥曾被用作吸引失落愛人的護身符，通常將鳥綁在一條繩子上旋轉揮動。 英文名稱「wryneck」首次記載於1585年，同樣指的是這種扭動的行為。
啄木鳥科（Picidae）有四個亞科，分別是啄木鳥亞科（Picinae）、姬啄木鳥亞科（Picumninae）、蟻鴷亞科（Jynginae）以及單型的Nesoctitinae（安的列斯啄木啄木鳥）。 根據形態學及行為，姬啄木鳥亞科被認為是啄木鳥亞科的姊妹進化支。目前，這一點已經通過系統發育學分析得到確認，蟻鴷亞科被視為啄木鳥亞科、Nesoctitinae及姬啄木鳥亞科的基部群體。

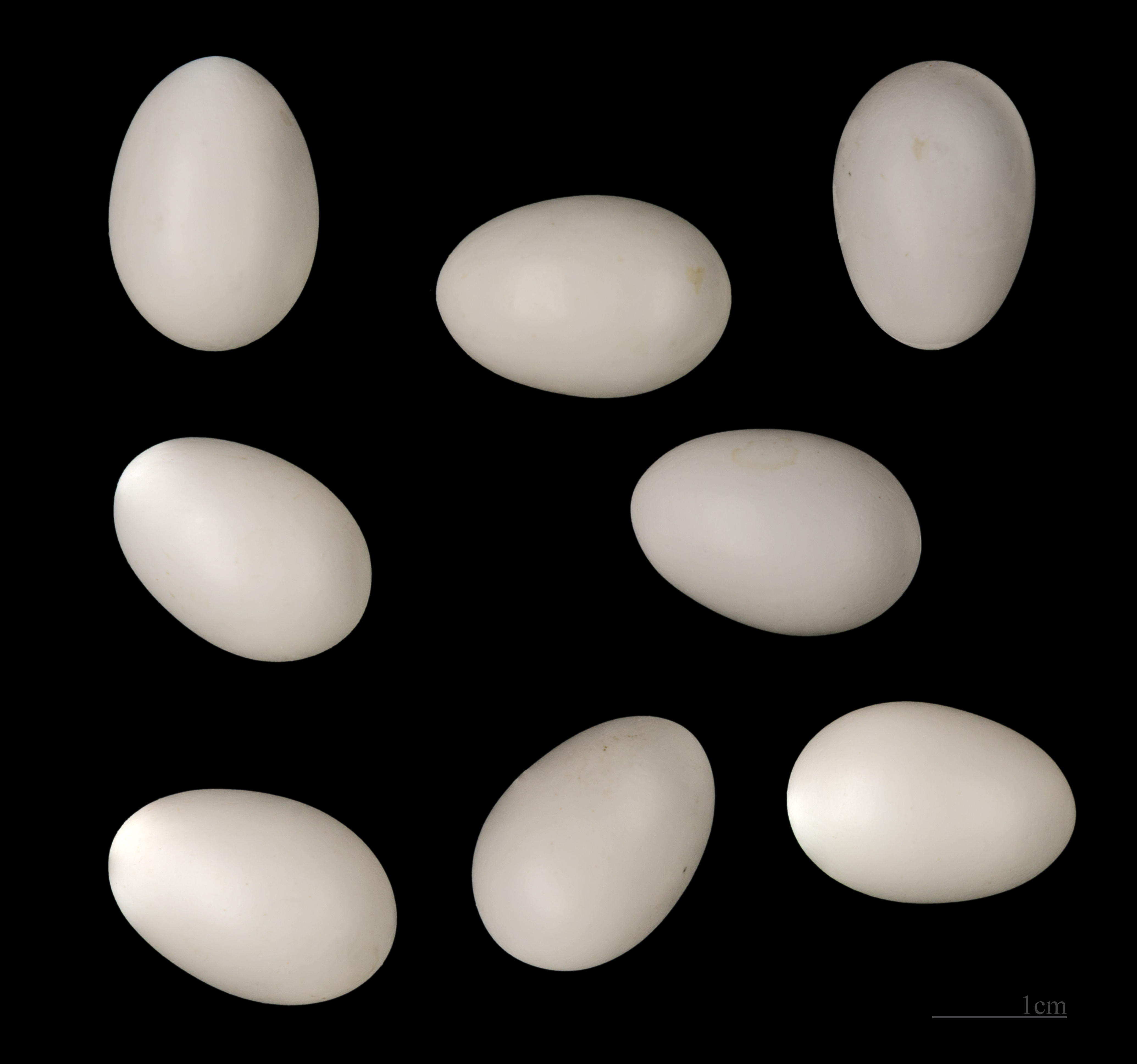
蚁鴷的產蛋

蟻鴷亞科只包含一個屬（蟻鴷屬（Jynx））及兩個物種，分別是地啄木和紅喉扭頸鳥（Jynx ruficollis），後者主要棲息於撒哈拉以南非洲。 Jynx torquilla有六個亞種：

- 蚁鴷普通亚种 Jynx torquilla chinensis （Hesse, 1911） 在中国大陆，分布于华北和华南等地。该物种的模式产地在山东。[11]
- 蚁鴷西藏亚种 Jynx torquilla himalayana （Vaurie, 1959） 在中国大陆，分布于西藏等地。该物种的模式产地在克什米尔。[12]
- Jynx torquilla mauretanica （Rothschild, 1909）
- Jynx torquilla sarudnyi （Loudon, 1912）
- 蚁鴷指名亚种　Jynx torquilla torquilla （Linnaeus, 1758）　在中国大陆，分布于新疆等地。该物种的模式产地在瑞典。[13]
- Jynx torquilla tschusii （O. Kleinschmidt, 1907）

## 描述

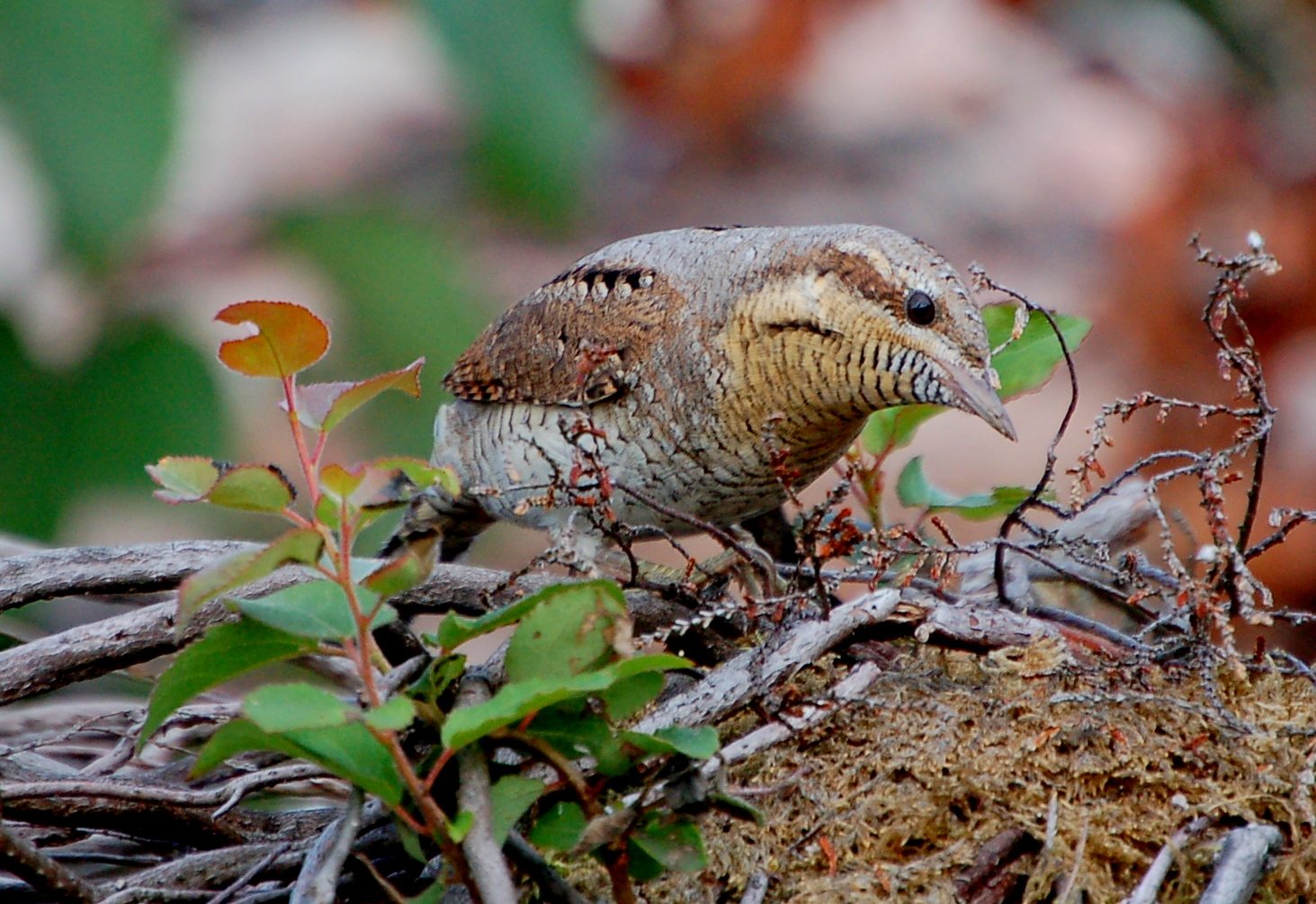
挪威

地啄木體長約17 cm（6.7英寸）。 亞種Jynx torquilla tschusii重26至50 g（0.92至1.76 oz）。 它是一種纖細、形狀修長的鳥，體型更像畫眉鳥而非啄木鳥。上半身呈現淺褐色的斑紋，帶有紅褐色和黑褐色條紋，並且有較寬的黑色縱紋。臀部和上尾覆羽為灰色，帶有斑點和不規則的褐色條紋。圓形的尾巴是灰色的，帶有棕色斑點，並有微弱的灰褐色條紋及幾道更明顯的棕黑色條紋。臉頰和喉部為黃褐色，帶有褐色條紋。腹部為奶油白色，帶有箭頭形的褐色標記，這些標記在下胸部和腹部縮減為斑點。兩側為黃褐色，帶有類似的標記，尾下覆羽為黃褐色，帶有狹窄的褐色條紋。初級和次級飛羽為棕色，帶有紅褐色標記。喙呈褐色，細長且尖端銳利，基部寬廣。虹膜為榛色，細長的腿和腳為淺褐色。第一和第二趾比其他趾短，第一和第四趾向後，第二和第三趾向前，這種趾向排列有助於牠們緊握垂直表面。 幼鳥的羽毛顏色與成鳥相似，但顏色較淡且不如成鳥鮮明。
地啄木的叫聲是持續數秒的高音且尖銳的quee-quee-quee-quee聲，與小斑啄木鳥的聲音相似。牠們的警戒聲是一串簡短的斷音「tuck」，在巢穴受到打擾時會發出嘶嘶聲。

## 分布與棲地
地啄木分布於古北界。模式亞種的繁殖範圍包括歐洲全境至烏拉爾山脈，但不包括不列顛群島和冰島。其分布北至北極圈，西南延伸至西班牙。南部和東部則與亞種J. t. tschusii（體型較小且顏色偏紅褐）接壤，該亞種分布於科西嘉、義大利、達爾馬提亞和巴爾幹半島的部分地區。亞種J. t. mauretanica（比模式種更小，喉部和胸部呈現白色）棲息於阿爾及利亞、摩洛哥，可能也包括巴利阿里群島、撒丁島和西西里的部分地區。亞種J. t. sarudnyi（顏色比模式種更淡，標記也較模糊）分布於烏拉爾山脈，然後擴展至亞洲南部的大片區域，包括西伯利亞南部、中亞、西北喜馬拉雅山脈至太平洋沿岸。亞種J. t. chinensis分布於東西伯利亞及中國東北部和中部，而亞種J. t. himalayana則繁殖於巴基斯坦及西北喜馬拉雅山脈。 地啄木也棲息於庫頁島、日本以及中國南部沿海地區。
地啄木是唯一進行長途遷徙的歐洲啄木鳥。歐洲物種的越冬區位於撒哈拉以南，橫跨非洲的寬廣地帶，從西部的塞內加爾、岡比亞和獅子山延伸至東部的埃塞俄比亞。其南部邊界延伸至剛果民主共和國和喀麥隆。來自西亞的群體也使用相同的越冬區域。中亞和東亞的繁殖鳥類則在印度次大陸或東亞南部，包括日本南部過冬。
夏季時，牠們出現在開闊的鄉村地帶、公園、花園、果園、石南地和樹籬，特別是有一些老樹的地方。牠們也可能棲息於落葉林，而在斯堪地那維亞地區，牠們也會出現在針葉林中。

## 行為

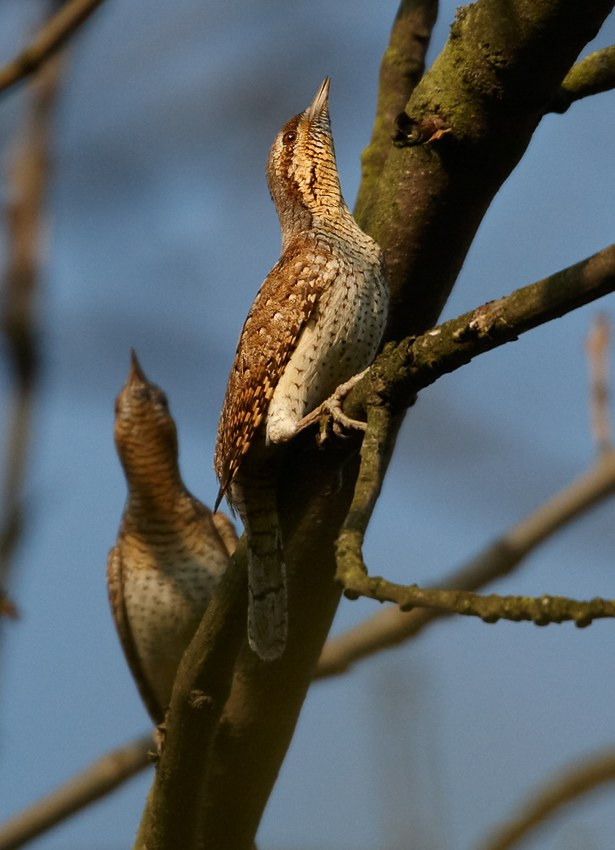
地啄木伸長脖子來展示。

地啄木有時在遷徙和越冬地形成小群體，但在夏季通常成對出現。牠們常常保持頭部高昂，喙微微向上指。任何季節都會發生的一種互動展示是兩隻鳥面對面站立，頭部向後仰，喙大張，並上下擺動頭部。有時候，頭會偏向一側，無力地垂下。在興奮時，牠們的頭會猛烈地搖晃和扭動。當巢穴受到打擾或被手持時，牠們的脖子會朝各個方向扭曲和轉動。這隻鳥有時會假裝死亡，無力地垂掛著，眼睛閉合。
遷徙後返回繁殖地，這些鳥類會建立領地。在瑞士的農田上發現，牠們偏好有大量螞蟻巢的老梨樹果園，而非其他棲地。當蔬菜耕作區包含裸露的地面，便能為牠們提供有利的覓食環境。 領地的選擇並非隨機，因為剛到達的鳥類會偏好某些區域，而這些相同的領地年復一年首先被佔領。附近有其他地啄木的存在也是一個正面的影響。果園，尤其是老果園，是牠們偏好的領地，可能是因為茂密的葉片較可能支持大量的蚜蟲，而地面植被稀少，這兩個因素都增加了螞蟻的可得性，螞蟻是這些鳥類的主要獵物。儘管某些領地始終比其他領地更早被選擇，但這些領地的繁殖成功率並不比其他領地高。 對於像地啄木這樣依賴縫隙築巢的物種，限制因素包括巢位的可用性以及螞蟻的數量和牠們的發現難度。現代農業措施，如移除樹籬、森林斑塊和孤立的樹木，以及增加肥料和農藥的使用，對這些鳥類是不利的。
地啄木的飲食主要以螞蟻為主，但也包括甲蟲及其幼蟲、飛蛾、蜘蛛和潮蟲。雖然牠們在樹上枝條間花費了不少時間，但有時也會停棲在低矮的灌木叢中，大部分時間在地上覓食，移動時以短跳躍方式進行，尾巴上翹。牠們能夠緊握樹幹，經常斜向移動，有時會用尾巴支撐在表面上。牠們不會用喙在樹皮上鑿洞，而是通過快速伸縮舌頭來捕捉獵物，有時也會在飛行中捕捉昆蟲。牠們的飛行較慢且呈波浪狀。

## 繁殖

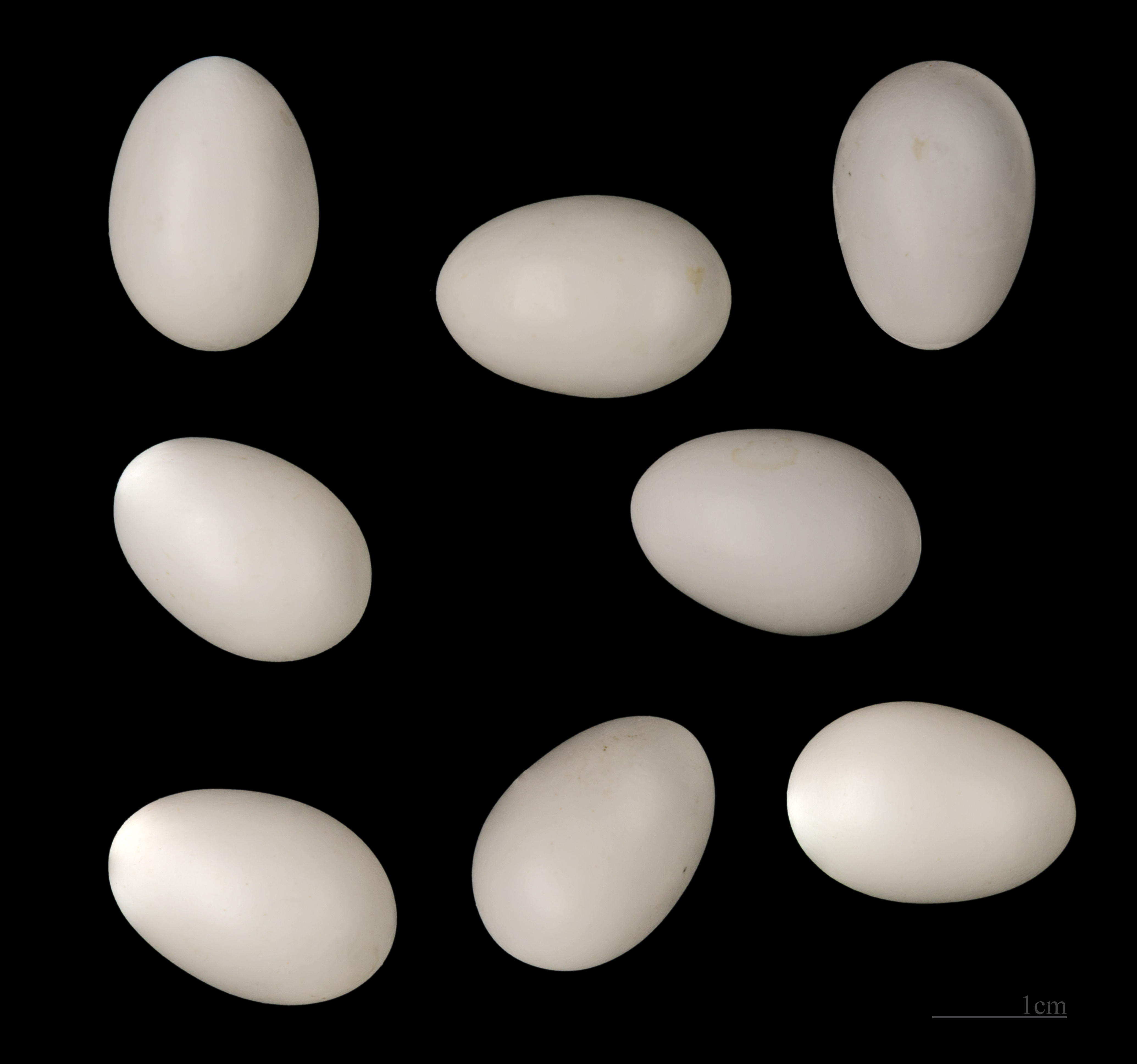
Jynx torquilla 的蛋

巢穴位置多變，可能是在樹幹中的一個已有洞穴、牆上的裂縫、河岸上的洞穴、灰沙燕的洞穴，或是人工巢箱中。 為了尋找一個安全、能抵擋掠食者的保護地點，牠們有時會趕走之前的占據者及其蛋和雛鳥。 牠們不使用任何築巢材料，通常會產下七到十顆蛋（偶爾產五、六、十一或十二顆）。蛋平均大小為20.8乘15.4（0.82乘0.61英寸），重約0.2 g（0.007 oz），呈淺灰色且部分不透明。雌雄鳥都參與孵化期，孵化時間為十二天，但雌鳥負責較多部分。雙親會在雛鳥羽毛豐滿前，餵養約二十天。通常每年只會繁殖一窩。

## 狀態
國際自然保護聯盟將地啄木列為無危物種，因為其全球估計有多達1500萬隻個體，且分布範圍非常廣泛。儘管數量可能有所下降，但尚未達到使其列入更高危等級的門檻。 在歐洲大陸，最大的族群在西班牙、義大利、德國、波蘭、羅馬尼亞、匈牙利、白俄羅斯和烏克蘭，只有羅馬尼亞的族群趨勢被認為是上升的。在俄羅斯，據信個體數量在30萬到80萬之間，但族群趨勢尚不清楚。 在英國，這些鳥的數量正在減少，並受1981年《野生動物與鄉村法》第1條及《伯恩公約》附錄II的保護。牠們作為遷徙物種在歐盟鳥類指引中受到保護。 在瑞士，族群數量也在減少，但該物種對於棲地中增加巢箱的保護措施反應積極。